# Neptunea fukueae
Neptunea fukueae is een slakkensoort uit de familie van de Buccinidae. De wetenschappelijke naam van de soort is voor het eerst geldig gepubliceerd in 1955 door Kuroda in Kira.